# Despise You
Despise You est un groupe de powerviolence américain, originaire d'Inglewood, en Californie. Formé en 1994, le groupe est notable pour avoir aidé au développement du mouvement powerviolence grâce à leurs paroles qui traitent des violences de rue, de la misanthropie, et de la haine de soi, . Le groupe est vraiment très peu connu à ses débuts ; les membres utilisaient des pseudonymes dans leurs albums et ne joueront jamais sur scène jusqu'à leur retour en  2007,. Ils sont parfois décrit comme « le groupe le plus furieux au monde. »

## Biographie
Le guitariste Phil Vera fait la rencontre du chanteur et guitariste Chris Elders lors d'une émission de radio spécialisée dans le metal sur KXLU au début des années 1990. Le duo recrute ensuite le bassiste et chanteuse Lulu Hernandez, et le batteur Rob Alaniz. Hernandez n'est âgée que de 16 ans lorsqu'elle se joint au groupe. Entre 1995 et 1996, le groupe publie quelques splits 7" et chansons de compilation à des labels comme Thelogian, Pessimiser (qu'Elders dirigeait), et Slap-a-Ham Records avant de s'éteindre dans le silence en 1996.
En 2007, le groupe revient jouer avec son tout premier concert. Hernandez ne les rejoint pas, et le groupe la remplace avec Cynthia Nishi et le bassiste Chris Dodge, opérateur chez Slap-a-Ham et ancien membre de Spazz. En 2011, le groupe publie le split And On and On... avec Agoraphobic Nosebleed, chez Relapse Records. Le split comprend la toute première chanson du groupe depuis son retour. En 2014, Dodge quitte le groupe pour se consacrer à sa famille.

## Membres

### Membres actuels
- Phil Vera - guitare
- Chris Elders - guitare, chant (1994-1996), chant (depuis 2007)
- Cynthia Nishi - chant
- Rob Alaniz - batterie

### Anciens membres
- Lulu Hernandez - basse, chant
- Jerry Flores - guitare
- Frankie Knucks - basse
- Chris Dodge - basse

## Discographie

### EP
- 1996 : Despise You 7" (Theologian/Pessimiser)
- 2015 : All Your Majestic Bullshit (Pessimiser)

### Splits
- 1995 : ...To Show How Much You Meant/Mechanized Flesh avec Suppression (Slap-a-Ham Records)
- 1995 : Split 7" avec Crom (Theologian/Pessimiser)
- 1996 : Split 7" avec Stapled Shut (Theologian/Pessimiser)
- 2011 : And On and On... (split CD/LP avec Agoraphobic Nosebleed (Relapse Records)
- 2017 : Split 7" avec Coke Bust (To Live a Lie)

### Compilation
- 1999 : West Side Horizons (Pessimiser)